# Наяа
Наяа, Наяа-нойон (монг. Наяа?, ᠨᠠᠶᠠᠭ᠎ᠠ?, монг. Наяа нойон?, ᠨᠠᠶᠠᠭ᠎ᠠ
ᠨᠣᠶᠠᠨ?) — один из полководцев и нойонов-тысячников Чингисхана. Согласно Рашид ад-Дину, Наяа был весьма уважаемым человеком в Монгольской империи, хотя и носил в юности прозвище «джусур», что означает «лицемер» или «бесстыжий».

## Биография

### Происхождение и ранние годы
Наяа был сыном Ширгуэту-Эбугена из племени баарин. Внук брата Наяа Алака, Баян, был полководцем хана Хубилая и участвовал в завоевании Империи Сун.
История появления Наяа и Алака на службе у Чингисхана такова: около 1200 года хан выступил против своих старых врагов — тайджиутов, и они были разгромлены. Спасаясь от монголов, тайджиутский предводитель Таргутай-Кирилтух бежал в лес, но был схвачен Ширгуэту-Эбугеном и его сыновьями. Поначалу Ширгуэту собирался отвезти пленённого Таргутая к Чингисхану, но Наяа отговорил отца, опасаясь, что их могут казнить как предателей. Таргутай был отпущен, а Ширгуэту-Эбуген с сыновьями, прибыв к Чингисхану, поведал тому о случившемся. Хан оценил поступок Наяа, и, согласно «Сокровенному сказанию», принял того «с особой милостью».

### На службе у Чингисхана
В 1204 году Чингисхан разгромил племя меркитов. Ища снисхождения у Чингисхана, вождь одного из меркитских родов Дайр-Усун собрался отдать тому свою дочь Хулан. Случайно встреченный Наяа вызвался проводить Дайр-Усуна, объясняя это тем, что «если тот поедет в одиночку, с ним и его дочерью может случиться недоброе». Однако таким образом Наяа задержал Дайр-Усуна и Хулан на три дня, чем вызвал сильное недовольство Чингисхана, но позже был прощён.
На курултае 1206 года Наяа стал одним из девяноста пяти нойонов, пожалованных Чингисханом в тысячники. Позже, напомнив Наяа о его прежних заслугах, Чингисхан поручил тому ведать центральным туменом (войска правого и левого крыла находились под командованием двух других нукеров Чингиса — Боорчу и Мухали).
В дальнейшем Наяа-нойон упоминается во время восстания хори-туматов в 1217 году. Поначалу Чингисхан собирался отправить Наяа для подавления восставших, но тот отказался, сославшись на болезнь, и вместо Наяа был отправлен другой военачальник Чингисхана — Борохул. Однако, попав в устроенную туматами засаду, Борохул погиб, и разгневанный Чингисхан поручил усмирить туматов Дорбо-Догшину из племени дербетов.
Согласно «Джами ат-таварих», Наяа дожил до ста двадцати лет; так, в одном из приведённых в летописи рассказов, повествующих о времени правления хана Менгу (1251—1259), Наяа рассказывал, что ел мясо на пиру, проведённом ещё в честь рождения Чингисхана.

## В культуре

### Кинематограф
- «Чингисхан» (Китай, 2004);
- «Аравт: 10 воинов Чингисхана» (Монголия, 2010).